# Рогачёв, Алексей Петрович
Алексе́й Петро́вич Рогачёв (29 января 1900 (10 февраля 1900), Усть-Каменогорск — 22 апреля 1981, Москва) — советский филолог-синолог, дипломат, переводчик.

## Биография
Алексей Петрович Рогачёв родился 29 января 1900 (10 февраля 1900) в Усть-Каменогорске. В 1920 году поступил на Восточное отделение Иркутского университета, осенью 1921 годы переведён на Дальневосточный факультет Московского института востоковедения. Весной 1924 года с третьего курса командирован на Дальний Восток и в Китай, работал в отделениях Дальбанка в Чите, Харбине, Калгане и Пекине. Переводчик в группе военных советников и в аппарате главного политического советника М. М. Бородина при национальном правительстве на Юге Китая (1926—1927). Побывал во многих регионах и городах, в совершенстве освоил китайский язык. С одной из воинских частей он принял участие в знаменитом Северном походе 1926—1927 годов от Кантона до Ханькоу. В результате сложной политической обстановки в 1927 году вместе с другими советскими работниками вернулся в СССР, проехав на автомобилях из Ухани через Центральный и Северный Китай до советской границы.
В 1928 году окончил Московский институт востоковедения, после чего возглавил отдел переводов Университета китайских трудящихся имени Сунь Ятсена в Москве. В 1928—1939 годах сотрудник Наркомата по иностранным делам (НКИД): работал в генеральном консульстве СССР в Урумчи (1928—1934), в Дальневосточном отделе НКИД (1935—1936; одновременно преподавал китайский язык в Институте востоковедения), заведующий информационным бюро при генеральном консульстве в Харбине (осень 1936—1939).
С  1940 по 1948 годы преподавал в Московском институте востоковедения; с 1944 года — в Высшей дипломатической школе Министерства иностранных дел СССР; с 1939 по 1941, с 1945 по 1946 и с 1956 по 1956 — на историческом факультете Московского государственного университета. С 1956 по 1958 год — заведующий кафедрой
языков Дальнего Востока и Юго-Восточной Азии Института стран Азии и Африки при Московском университете, с 1959 по 1968 и в 1970 году — заведующий кафедрой китайской филологии.
С 7 мая 1951 года — кандидат филологических наук, с 5 марта 1955 года — доцент, с 28 января 1962 года — профессор.
Многие годы являлся членом правления Общества советско-китайской дружбы, в составе его делегации в 1965 г. посетил Китай в последний раз.
Скончался в Москве 22 апреля 1981 года. Похоронен на Новокунцевском кладбище в Москве.

## Научные интересы
К научным интересам Алексея Петровича Рогачёва относились история, культура и литература Китая, классический китайский язык (вэньянь). Он был первым переводчиком на русский язык классических китайских литературных произведений, среди которых «Речные заводи» (XIV век) и «Путешествие на Запад» У Чэнъэня (XVI век) — оба перевода продолжают публиковаться до сих пор. Алексей Петрович также переводил произведения авторов новой китайской литературы, среди которых Лу Синь, Лао Шэ, Ма Фэн, Си Жун, Цао Мин.

## Семья
Жена — Валентина Петровна Рогачёва, в девичестве — Отмарштейн (1905—1987).
Сын — Игорь Алексеевич Рогачёв (1932—2012), дипломат, Чрезвычайный и полномочный посол СССР и России. Многолетний посол России в Китае (1992—2005).
Старшая дочь — Галина Алексеевна Степанова (род. 19 июля 1933) окончила экономический факультет МГУ (1957), кандидат исторических наук (1978). Ведущий научный сотрудник Института Дальнего Востока АН СССР (с 1991 РАН) (1971—1984, 1986—2014) и ИНИОН АН СССР (1984—1986). Автор свыше 150 публикаций, двух монографий.
Младшая дочь — Елена Алексеевна Кутовая (род. 25 февраля 1944), окончила Институт восточных языков при МГУ (1965), кандидат исторических наук (1977). С 1965 года работает в Институте восточных языков (с 1972 ИСАА) МГУ, доцент кафедры социально-политического развития стран Азии и Африки (1978), кафедры политологии Востока (1985), специалист в области международных отношений в Юго-Восточной Азии. Автор двух монографий и статей.

### Сочинения
Алексей Петрович Рогачёв — автор более 40 опубликованных научных работ. Основные среди них:
- Идиоматика китайского языка, отображение в устойчивых словосочетаниях (чэн-юй). По материалам Сун Ят-сена и Мао Цзэ-дуна. — Москва, 1950. — 206 с. (кандидатская диссертация)
- Идиоматика китайского языка, отображение в устойчивых словосочетаниях (чэн-юй) // Краткое сообщение Института востоковедения (АН СССР). — Москва, 1952. — № 2. — С. 52—56.
- О мировоззрении классика китайской средневековой литературы У Чэнъэня // Вопросы китайской философии. — Москва, 1963. — С. 95—113.
- Великое наследие (к 475-летию со дня рождения У Чэнъэня) // Проблемы Дальнего Востока. — 1975. — № 4. — С. 149—152.
- Кампания вокруг романа «Речные заводи» в Китае // Народы Азии и Африки. — 1978. — № 1. — С. 80—91. (совместно с А. Н. Желоховцовым)
- У Чэнъэнь и его роман «Путешествие на Запад». — Москва: Наука, 1984. — 117 с.

### Переводы
Основные переводы художественных произведений, выполненные Алексеем Петровичем Рогачёвым:
- Ма Фые и Си Жун. В горах Люйляна. — Москва: Издательство иностранной литературы, 1951. — 568 с. (совместно с В. Сперанским)
- Ши Най-ань. Речные заводи. В 2 томах. — Москва: Гослитиздат, 1955. — Т. 1. — 500 с.; Т. 2 — 456 с.
- У Чэн-энь. Путешествие на Запад. Роман. В 4 томах. — Москва: Художественная литература, 1959. — Т. 1. — 456 с.: Вступительная статья: У Чэн-энь и его роман «Путешествие на Запад»; С. 3—15. Перевод с китайского: С. 19—443; Примечания: С. 440—444.
- Нефритовая Гуанъинь. Новеллы и повести эпохи Сун (X—XIII век). — Москва: Художественная литература, 1972. — 254 с.